# 専光寺 (刈谷市)
専光寺（せんこうじ）は、愛知県刈谷市元町1丁目40にある真宗大谷派の寺である。山号は鶯谷山。

## 歴史
創立年は不詳だが、もとは天台宗の寺院だった。室町時代に蓮如がこの地を訪れた際、専光寺の住持だった慶念坊が蓮如の弟子となり、浄土真宗（現在は真宗大谷派）に改宗したとされている。

## 境内
本堂の前には1958年に刈谷市指定文化財（天然記念物）に指定されたクスノキの大木があり、このクスノキは蓮如の手植えであるとされる。環境省の巨樹巨木林データベースによると、このクスノキの幹周は6.4メートル、樹高は18メートルである。
専光寺の西100メートルには日蓮宗の長遠寺があり、西200メートルには曹洞宗の海会寺がある。近代には碧海郡元刈谷村にあり、現在は刈谷市元町にある。

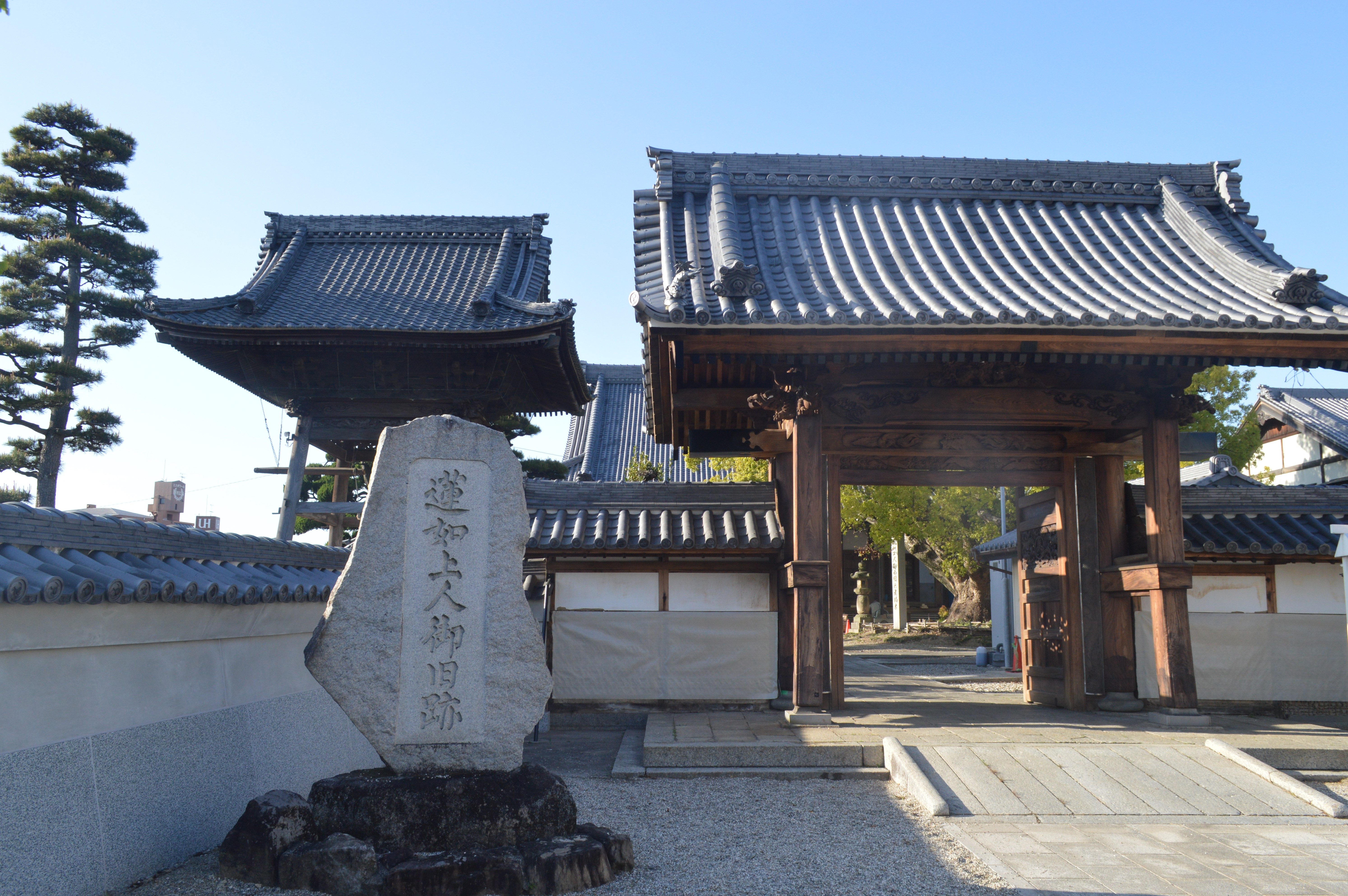
山門と鐘楼
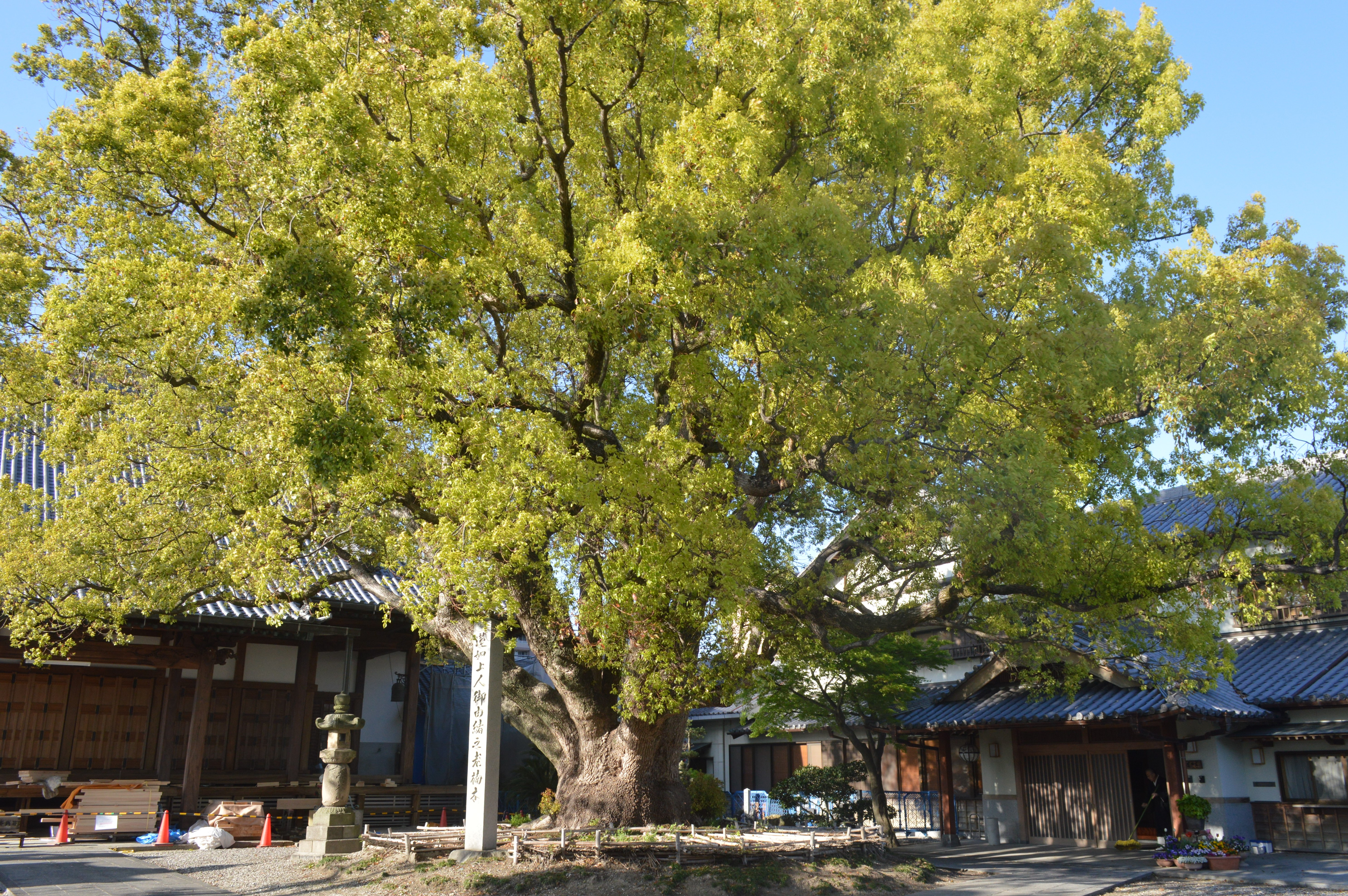
専光寺のクスノキ

## 文化財

### 県指定文化財
- 「往生要集」（書跡）[1] : 建保4年（1216年）と建長5年（1253年）に刊行された書物であり、6冊すべてが揃っている。
- 「美濃国鍛冶系図」（書跡）[1] : 美濃国の刀鍛冶である関兼光の系図。

### 市指定文化財
- 「絹本淡彩真慧上人画像」（絵画）[1][3]
- 「地獄の絵巻物」（絵画）[1][3] : 江戸時代初期。狩野派による縦41cm×横189cmの絵巻物。
- 「紺紙金泥大般若経」（古文書）[1][3]
- 「専光寺のクスノキ」（天然記念物）[1][3]

## 現地情報
所在地
- 愛知県刈谷市元町1丁目40

アクセス
- 名鉄三河線刈谷市駅から徒歩